# ARO 10
ARO 10 je sportovní užitkové vozidlo (SUV), které se vyrábělo od roku 1980 do 2006 v rumunské automobilce ARO. Od roku 1985 byly vozy dováženy i do tehdejšího Československa. Byly dostupné v šesti verzích a mohly být vybaveny jedním ze sedmi motorů.

## Verze

### SUV
- ARO 10.1 ARO 10.0
- ARO 10.4 ARO 10.3
- ARO 10 Spartana
- ARO 11.4

### Lehké komerční vozy
- ARO 10.2
- ARO 10.3
- ARO 10.6 pick-up
- ARO 10.9
- ARO 10.0
- ARO 11.9